# Les Bayards
Les Bayards je bývalá samostatná obec v kantonu Neuchâtel na západě Švýcarska. Žije zde asi 350 obyvatel. 
Dříve samostatná obec vytvořila k 1. lednu 2009 společně s obcemi Boveresse, Buttes, Couvet, Fleurier, Môtiers, Noiraigue, Saint-Sulpice a Travers novou obec Val-de-Travers.

## Geografie

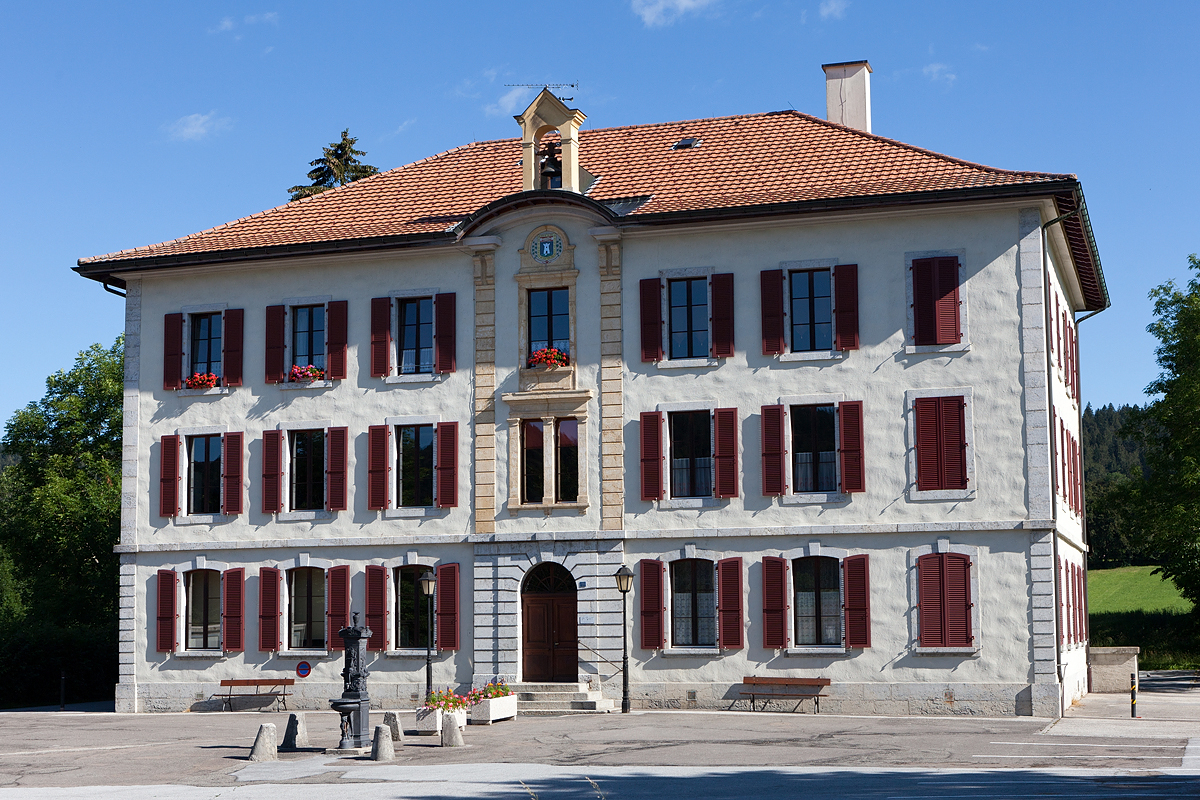
Škola

Les Bayards leží v nadmořské výšce 980 m, vzdušnou čarou 32 km západojihozápadně od hlavního města kantonu, Neuchâtelu. Obec se nachází v kotlině a na přilehlém svahu, který se mírně svažuje k jihu na severní straně vysoko položeného údolí Vallon de Verrières v Neuchâtelském Jurovi.
Území bývalé obce o rozloze 19,2 km² zahrnuje nejvýchodnější část údolí Vallon de Verrières na jihu, jehož poměrně úzké údolní dno leží v nadmořské výšce 930 metrů. Na jihu údolí se území rozkládá přes zalesněný svah La Côtière až k antiklinále Montagne de Buttes (až 1245 m n. m.). Na sever od údolí Vallon de Verrières se území obce rozprostírá přes terasu Les Bayards a výšinu Le Cernil do nejzápadnější části údolí Vallée de la Brévine. Úzký pruh se táhl dále na sever přes les Grosse Prise (nejvyšší bod Les Bayards 1258 m n. m.) až k hřebenu Côte du Cerf (1210 m n. m.), které patří k antiklinále Larmont. Na různých místech bývalého území obce se nacházejí rozsáhlé jurské vysokohorské pastviny s typickými mohutnými smrky, které zde stojí buď jednotlivě, nebo ve skupinách. V roce 1997 tvořila 3 % rozlohy obce zastavěná plocha, 51 % lesy a lesní porosty a 46 % zemědělství.
Les Bayards se skládá ze dvou vesnic Grand Bayard (976 m n. m. v kotlině) a Petit Bayard (1032 m n. m. na svahu). Součástí Les Bayards byly vesnice Haut de la Tour (935 m n. m.) v údolí Vallon de Verrières, Les Places (1020 m n. m.) nad Grand Bayard, Le Cernil (1174 m n. m.) na výšinách na přechodu do Vallée de la Brévine, Les Jordan (1056 m n. m.) a Les Prises (1075 m n. m.), obě vzdálené v jihozápadní části Vallée de la Brévine, a také četné jednotlivé farmy roztroušené po výšinách Jury. Sousedními obcemi byly Les Verrières, Buttes, Saint-Sulpice a La Brévine v kantonu Neuchâtel, a také Hauterive-la-Fresse a Les Alliés ve Francii.

## Historie

Letecký pohled (1950)

První písemná zmínka o obci pochází z roku 1284 pod názvem Bayar. Pozdější názvy jsou Boyhart (1344), Baiart (1373) a Beart (1400). Od 14. století až do roku 1848 patřilo Les Bayards pod jurisdikci panství Val-de-Travers. Věž Bayard, bývalá celní stanice na cestě přes Vallon de Verrières, v 17. století zchátrala. Svrchovanou správu nad touto oblastí mělo hrabství Neuchâtel. Neuchâtel byl od roku 1648 knížectvím a od roku 1707 byl spojen personální unií s Pruským královstvím. V roce 1806 bylo území postoupeno Napoleonovi a v roce 1815 se v rámci Vídeňského kongresu stalo součástí Švýcarské konfederace, přičemž pruští králové zůstali až do roku 1848 (formálně do Neuchâtelské smlouvy z roku 1857) také knížaty Neuchâtelu.

## Obyvatelstvo

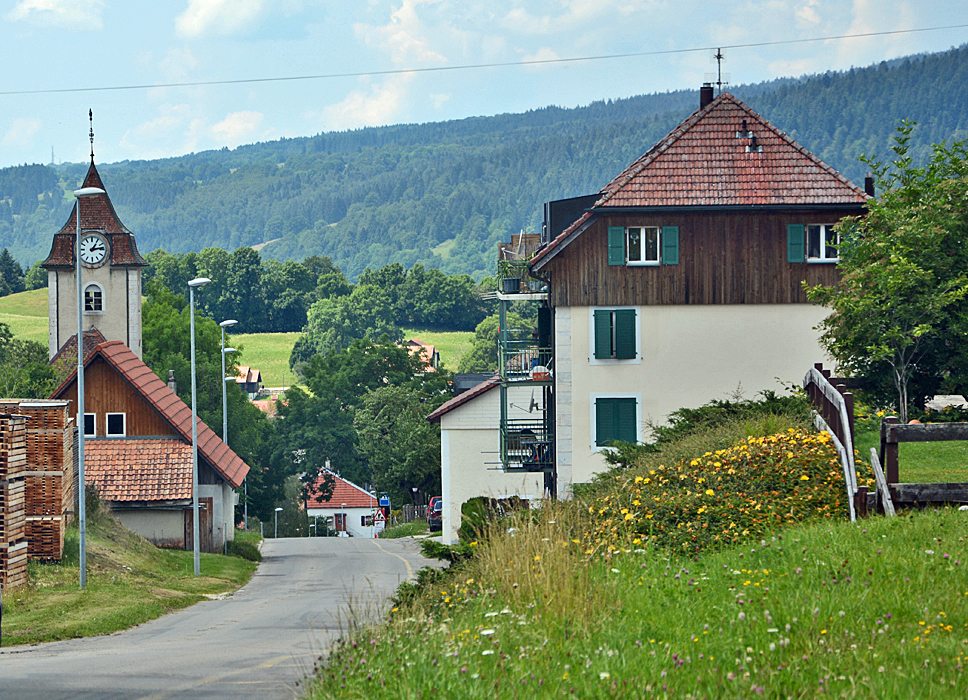
Les Bayards

97,2 % obyvatel hovoří francouzsky a 2,8 % německy (údaj z roku 2000). Po roce 1880 (1020 obyvatel) klesl počet obyvatel Les Bayards o více než dvě třetiny, až měla obec v roce 1990 pouze 301 obyvatel, od té doby stagnuje nebo mírně roste.

## Hospodářství
Les Bayards je stále vesnicí, která se vyznačuje především zemědělstvím, s převažujícím chovem dobytka, mlékárenstvím a výrobou sýrů. Součástí obživy obyvatel je také lesnictví a zpracování dřeva na pile. Na konci 18. století se rozvíjelo zejména krajkářství a hodinářství. První z nich v 19. století opět zaniklo, zatímco hodinářství zůstalo důležité až do první poloviny 20. století. Mimo primární sektor dnes existují pracovní místa v drobných místních podnicích. Mnoho pracujících však dojíždí za prací do dolní části údolí Val de Travers.

## Doprava
Bývalá obec má dobré dopravní spojení. Nachází se asi 1 km od hlavní silnice, která spojuje Neuchâtel s Pontarlier ve Francii přes hraniční přechod Les Verrières. Les Bayards je napojeno na síť veřejné dopravy prostřednictvím linky Postbusu z Fleurier do Les Verrières, která jezdí částečně až do Pontarlier. Další autobusová linka jezdí na trase z Les Bayards do La Brévine.